# Mobile Suit Gundam: Target in Sight
Mobile Suit Gundam: Target in Sight (機動戦士ガンダム Target in Sight?, Kidō senshi Gandamu Target in Sight), conosciuto in Nord America con il titolo Mobile Suit Gundam: Crossfire è un videogioco per PlayStation 3 sviluppato e pubblicato dalla Namco Bandai, e basato sul franchise della Sunrise Mobile Suit Gundam. È stato pubblicato in Giappone l'11 novembre 2006, in Nord America il 17 novembre 2006 e in Europa il 23 marzo 2007.
Mobile Suit Gundam: Crossfire si svolge durante la guerra di un anno, UC 0079, con tutte le missioni ambientate nella metà orientale del mondo, dall'Africa all'Australia.